# Kolmonen
La Kolmonen (in italiano Numero tre) è la quinta divisione del campionato finlandese di calcio ed è gestita a livello provinciale. Come tutte le divisioni finlandesi, la terza divisione è giocata dalla primavera all'autunno. È composta da dodici gironi all'italiana, con una suddivisione provinciale e con gare di andata e ritorno. Le prime classificate di ogni girone vengono suddivise in tre gruppi da quattro squadre ciascuno dai quali, con gare di sola andata, solo le prime tre vengono promosse in Kakkonen.

## Gruppi
Il campionato di Kolmonen è suddiviso nei seguenti gruppi:
- Helsinki ed Uusimaa, suddiviso a sua volta in 3 gironi[1]

- Itä-Suomi e Keski-Suomi[2]

- Kaakkois-Suomi[3]

- Keski-Pohjanmaa e Vaasa[4]

- Pohjois-Suomi[5]

- Satakunta e Tampere[6]

- Turku e isole Åland[7]